# Seebach (Schafbach)
Der Seebach ist ein knapp sechs Kilometer  (mit Leimbach 7,7 km) langer linker und nordöstlicher  Zufluss des Schafbaches im Westerwald. Über den linken längeren Quellast des Leimbaches hat er eine Gesamtlänge von 8,05 Kilometer. Er durchfließt den Wiesensee.

## Geographie

### Quellbäche
Der Seebach entsteht aus dem Zusammenfluss von Leimbach und Kieselbach südlich von Hellenhahn-Schellenberg.
Manche sehen jedoch „Leimbach“ nur als Name für den Oberlauf des Seebaches an.

#### Leimbach
Der Leimbach ist der etwa 2,2 Kilometer lange, nördliche und rechte Quellbach des Seebachs. Sein Einzugsgebiet ist 1,86 km² groß.
Er entsteht in zwei Quellästen nordöstlich von Hellenhahn-Schellenberg am Fuße des Wißnerberges.
Der rechte etwa 160 Meter lange Quellast entspringt in einem kleinen Wäldchen auf einer Höhe von 486 m ü. NHN (⊙). Der linke Quellast ist mit etwa 470 Meter deutlich länger. Seine Quelle liegt auf einer Höhe von 497 m ü. NHN (⊙).
Nach den Zusammenfluss seiner beiden Quelläste fließt der Leimbach zunächst in südlicher Richtung, wendet sich dann nach Südosten, passiert  Hellenhahn-Schellenberg und vereinigt sich schließlich südöstlich der Ortschaft mit dem aus dem Osten kommenden Kieselbach.

#### Kieselbach

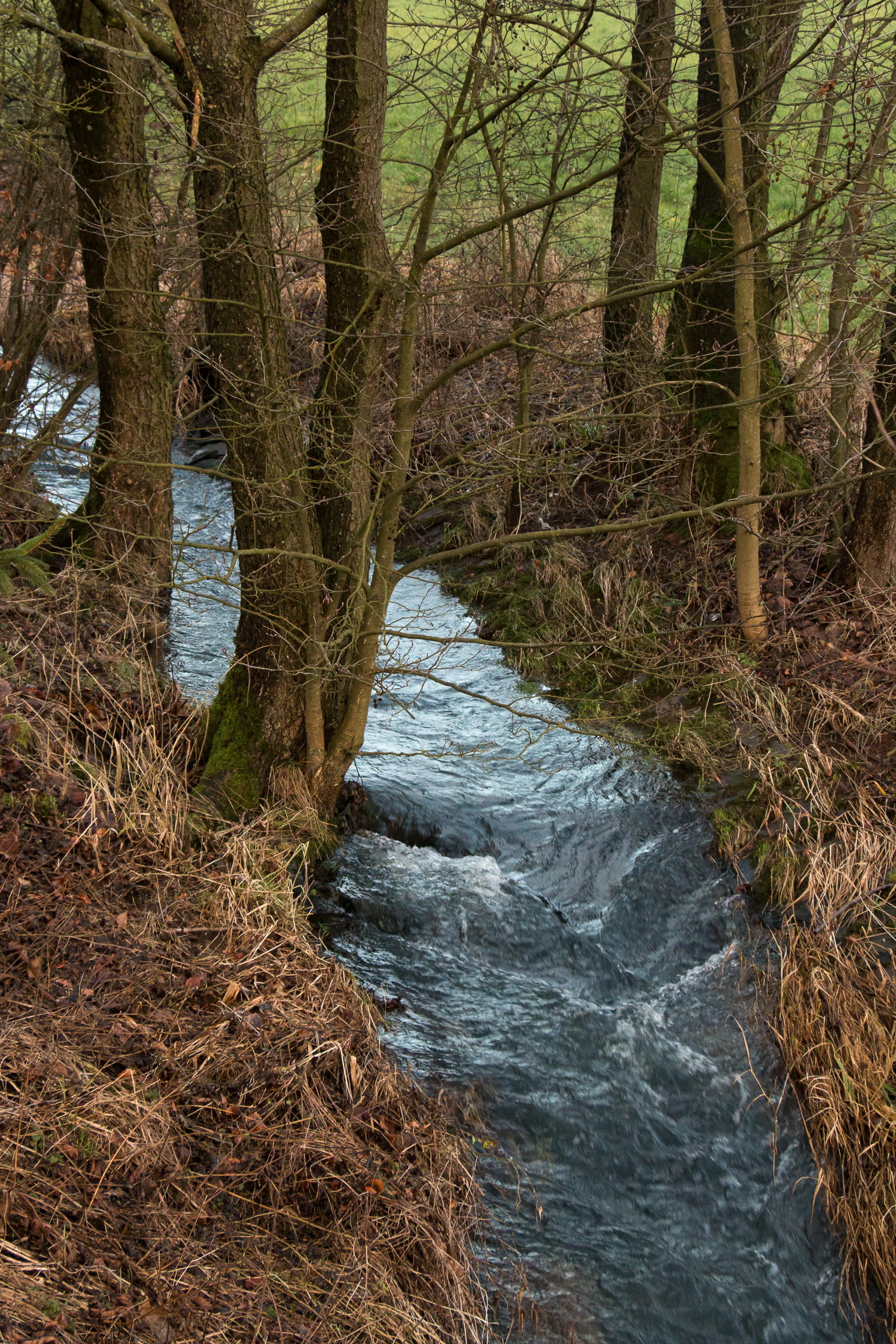
Der Kieselbach bei Hellenhahn-Schellenberg

Der Kieselbach ist der etwa 1,3 Kilometer lange, südöstliche und  linke Quellbach des Seebachs. Sein Einzugsgebiet ist 3,31 km² groß. Er wird von manchen als Zufluss des Seebachs angesehen.
Er entsteht östlich von Hellenhahn-Schellenberg aus mehreren Quellästen. Sein längster Quellast entspringt südwestlich von einer Mülldeponie auf einer Höhe von 501 m ü. NHN (⊙).
Nach der Vereinigung der Quelläste fließt der Kieselbach zunächst in Richtung Nordwesten, wendet sich einen weiten Bogen um den Hohenscheid  nach West-Südwesten und fließt dann südöstlich von Hellenhahn-Schellenberg auf einer Höhe von 452 m ü. NHN mit dem aus dem Norden kommenden Leimbach zusammen.

### Verlauf
Nach der Vereinigung seiner beiden Quellbäche fließt der Seebach zunächst nach Südwesten, unterquert dann die K 51 (Secker Straße), wo er kurz darauf auf seiner rechten Seite von einem, vom Eichelhof kommenden, Bächlein gespeist wird. 
Der Seebach läuft nun südwärts, rechts von Äckern und Wiesen begrenzt und links von den Bäumen eines sich nach Norden erstreckenden Zipfel eines Waldes gesäumt. Der Bach  schlängelt sich durch den Wald und nach etwa 450 Metern läuft ihm nordwestlich des Eulsberges auf seiner linken Seite ein kleiner Waldbach zu. Danach ändert der Seebach seine Fließrichtung südwestwärts und bewegt sich am Südrande des Waldes entlang. Nach knapp 400 Metern verlässt er den Wald, wechselt in eine Landschaft mit Wiesen und Feldern und nimmt etwa 450 Meter später einen Wiesenbach auf. Dort befindet sich auch ein kleiner Teich. Der Bach erreicht nun das Naturschutzgebiet Seebachtal und nach gut einen Kilometer den Wiesensee. In diesen See mündet, neben einigen anderen kleinen Zuflüssen, auch der Hüttenbach. Nach gut zwei Kilometern verlässt der Seebach den Wiesensee und bewegt sich südwestwärts vorbei an einen Forellenhof und mündet schließlich knapp 200 Meter südöstlich des Ortsrandes von Hergenroth in den Schafbach.

### Zuflüsse
- Hüttenbach (rechts), 3,3 km

### Flusssystem Elbbach
- Fließgewässer im Flusssystem Elbbach

### Wiesensee
Der Wiesensee ist ein 1971 aufgestauter, künstlich angelegter etwa 80 Hektar großer See. Er liegt auf dem Gebiet der Orte Stahlhofen am Wiesensee (im Westen), Pottum (im Nordosten) und Winnen (im Süden).

## Naturschutzgebiet Seebachtal
Das Naturschutzgebiet Seebachtal (NSG-7143-035) ist etwa 46,2 ha groß. In dem Biotop leben zahlreiche, auch seltene, Tier- und Pflanzenarten.